# Epactophanes richardi
Epactophanes richardi är en kräftdjursart som beskrevs av Mrázek 1893. Epactophanes richardi ingår i släktet Epactophanes och familjen Canthocamptidae. Inga underarter finns listade i Catalogue of Life.